# Joël Retornaz
Joël Therry Retornaz (* 30. September 1983 in Chêne-Bougeries, Kanton Genf, Schweiz) ist ein schweizerisch-italienischer Curler.
Als Sohn eines Schweizers und einer Italienerin in der Schweiz geboren, verbrachte er dort seine ersten viereinhalb Jahre. Danach zog seine Familie nach Italien und ließ sich in Cembra im Trentino nieder.
1999 nahm Retornaz als Skip an der Curling-Europachallenge teil, das die Mannschaft als sechstes Team beendete. Die Curling-Juniorenweltmeisterschaft-B spielte Retornaz von 2001 bis 2004 als Skip, dabei gewann er 2001 die Bronzemedaille und 2004 die Silbermedaille. Die Curling-Juniorenweltmeisterschaft 2004 beendete Retornaz mit dem siebten Platz und 2005 mit dem zehnten Platz. Er nahm an der Winter-Universiade 2003 teil, die er als Neunter beendete.
Retornaz nahm 2001, 2004 und 2005 an der Europameisterschaft teil. Bei der Weltmeisterschaft 2005 war er als Ersatzspieler dabei. Die Mannschaft belegte den zwölften Platz. 2006 nahm Retornaz als Skip an den Olympischen Winterspielen 2006 in Turin teil. Die Mannschaft kam auf den siebten Platz.
Bei den Weltmeisterschaften 2010, 2015, 2017 und 2018 führte er das italienische Team als Skip und kam zweimal auf den zehnten (2010 und 2015), einmal auf den neunten (2017) und einmal auf den achten Platz (2018).
Weitere Europameisterschaftsteilnahmen folgten 2007, 2010, 2011, 2014, 2016, 2017, 2018, 2019, 2021, 2022 und 2023. Seine erste Medaille gewann er als Skip bei der Europameisterschaft 2018 in Tallinn, bei der die Italiener die deutsche Mannschaft um Skip Marc Muskatewitz im Spiel um Platz 3 schlagen konnten. Weitere Bronzemedaillen gewann er bei den Europameisterschaften 2021 und 2022.
Beim Qualifikationsturnier für die Olympischen Winterspiele 2018 sicherte er sich und seiner Mannschaft (Third: Amos Mosaner, Second: Simone Gonin, Lead: Daniele Ferrazza, Ersatz: Andrea Pilzer) einen der beiden verbleibenden Startplätze für das olympische Turnier der Männer. In Pyeongchang kam er mit dem italienischen Team nach drei Siegen und sechs Niederlagen in der Round Robin auf den neunten Platz.
Bei der Weltmeisterschaft 2022 gewann Retornaz mit seinem Team Bronze gegen die USA um Skip John Shuster. Die Medaille war die erste italienische überhaupt bei einer Curling-Weltmeisterschaft. Bei den Olympischen Spielen 2022 wurde er mit seinem Team Neunter.
Nach einem vierten Platz bei der Weltmeisterschaft 2023 konnte er bei der Weltmeisterschaft 2024 in Schaffhausen seine zweite Bronzemedaille gewinnen.